# التخطيط الحضري الأخضر

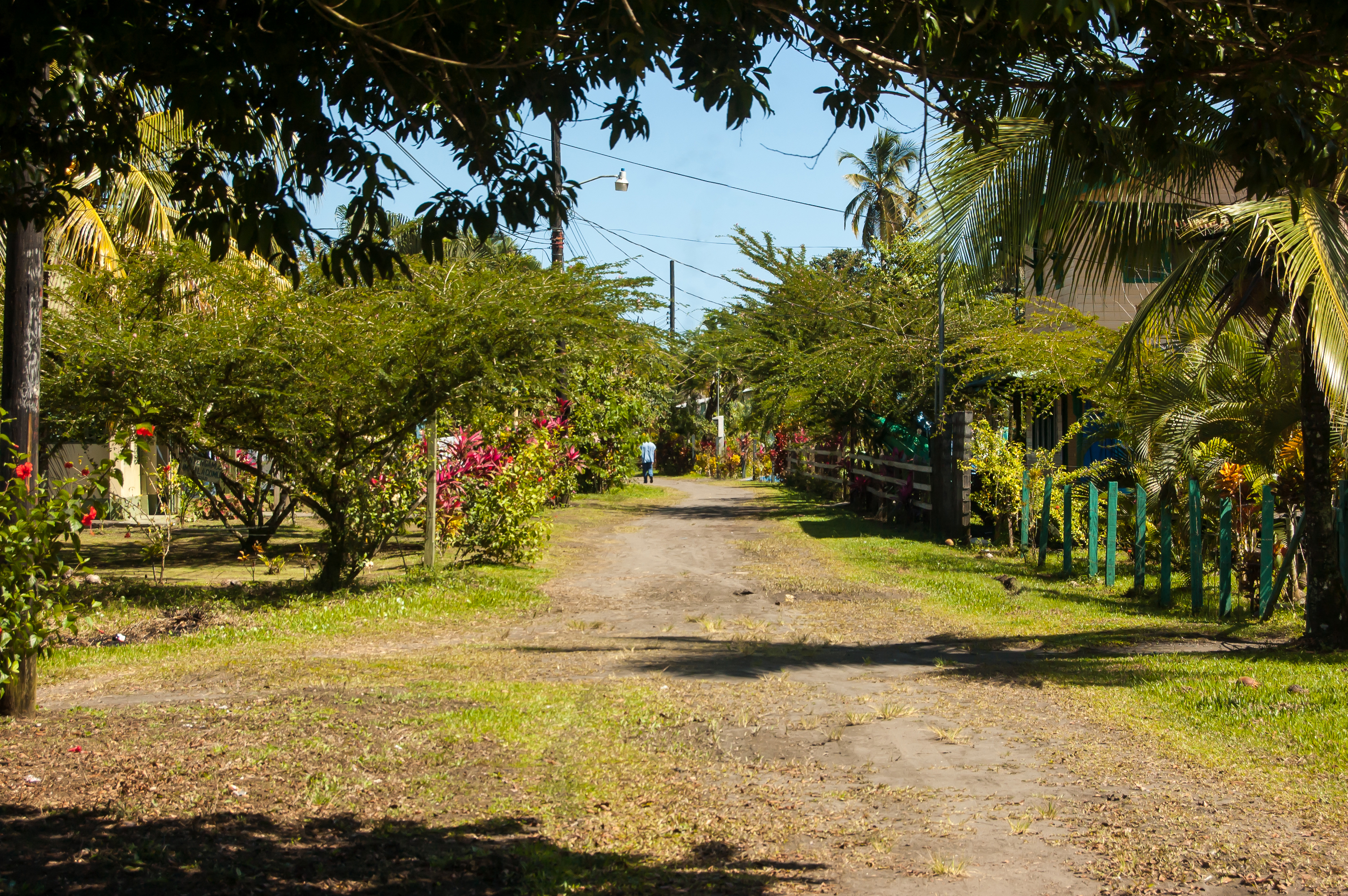
ممر أخضر في كوستاريكا

يُعرّف التخطيط الحضري الأخضر بأنه الممارسة الهادفة إلى خلق تجمعات سكانية تعود بالفائدة على البشر والبيئة. يزعم تيموثي بيتلي أن التخطيط الحضري الأخضر محاولةٌ لخلق أماكنٍ وتجمعات سكانية وأسلوب حياة أكثر استدامةً، وتقليص استهلاك موارد الكوكب. ترسي المناطق الحضرية أسسَ توفير المنفعة البيئية وتعزيزها على المستويات المحلية والوطنية والدولية، وذلك عبر تخطيط المدن المستدام والمتكامل بيئيًا. يُعدّ التخطيط الحضري الأخضر منهجًا متداخلًا معرفيًا، ويشارك فيه المهندسون، ومهندسو المناظر الطبيعية المعماريون، والمخططون الحضريون، وعلماء البيئة، ومخططو النقل، وعلماء الفيزياء والنفس والاجتماع والاقتصاد، فضلًا عن اختصاصيين آخرين إلى جانب المعماريين والمصممين الحضريين.

## التحضر والتدهور البيئي
تلازَم التحضّر والعواقب البيئية الناجمة عنه على الدوام، ففي عام 1989، شبّه هوارد أودوم المدنَ بـ«الطفيليات» التي تتطفل على الطبيعة والبيئة المحليّة، فهي لا تنتج الغذاء، ولا تنقي الهواء، في حين أنها تنظّف كمية قليلة من المياه لإعادة الاستخدام. زعم مايو (1990) أن حالة التنافر هذه قد تسبّب أحداثًا بيئية كارثية (ذُكر في لايتمان، 1999). أطلق جورج لايتمان على تلك المشكلات البيئية والصحية معًا لقب «جدول الأعمال القاتل»، ويتطلّب حلّها معالجة الصحة البيئية والتحول الصناعي. ذكر لايتمان أيضًا أن الدول النامية أولت، إبان القرن التاسع عشر، مزيدًا من الاهتمام لتأثيرات الصحة العامة على التلوث والنظافة الصحية. فضلًا عن ذلك، استخرج لايتمان العلاقات بين المدن والأنظمة البيئية، مقسّمًا إياها إلى 3 أطوار. يمتد طور التحضر المبكر منذ سنة 3000 قبل الميلاد إلى سنة 1800 بعد الميلاد، ويتميّز بالتقنيات الزراعية الأكثر إنتاجية، والتي أنتجت فائضًا ساهم في دعم تجمعات البشر غير الزراعية. أما الطور الثاني، وهو طور التحول الصناعي الحضري (1800 ميلادي - 1950 ميلادي)، فشهد ازديادًا متسارعًا في استهلاك الطاقة، خصوصًا الوقود الأحفوري، بالتوازي مع مكننة الإنتاج. دخلت العلاقة بين المدينة والبيئة الطور الثالث منذ خمسينيات القرن الماضي، وهو طور التكافل العالمي الذي شهد نموًا سكانيًا سريعًا، وعولمة الاقتصاد أيضًا. أصبحت المدن نقاطًا عقدية يجري عبرها تدفق عالمي مترابط وكبير، ويشمل تدفق الموارد والنفايات والعمالة. ظهرت المشكلات البيئية على المستويات المحلية والإقليمية والعالمية، وازدادت مشاركة المدن في إحداث الضرر البيئي العالمي.
شهد عدد البشر الذين يعيشون في البلدات والمدن نموًا تصاعديًا منذ ستينيات القرن الماضي. تذكر الأمم المتحدة أن عدد سكان المناطق الحضرية تجاوز عدد سكان المناطق الريفية في عام 2009. ويُتوقّع، وفق معدل النمو المُتحضّر الحالي، أن يصل عدد سكان المناطق الحضرية عالميًا إلى 6.5 مليار نسمة من أصل 9.7 مليار، أي بنسبة 68%، بحلول العام 2050. عند النظر إلى عدد السكان الهائل الذي ينتقل للعيش في المناطق الحضرية، أصبحت صحة المدن حاجة ملحة كي توفّر الموارد والطاقة الكافية للسكان، باستخدام وسائلٍ مستدامة بيئيًا. تؤدي تلبية حاجات الاستهلاك والنمو الإنتاجي لدى سكان المناطق الحضرية إلى إجهاد مناطق الضواحي والمجتمعات الريفية المحيطة، وقد تتعرّض الأنظمة البيئية المجاورة إلى الخطر بسهولة جراء التوسع الطبيعي للمناطق الحضرية.
اتهم رايدن (2010) المدن بأنها سبب نمط الاحتباس الحراري، وضحيّة هذا الاحتباس أيضًا. يؤثر الاحتباس الحراري على استدامة المناطق الحضرية بسبب زيادة درجات الحرارة، فيؤدي إلى تفاقم ظاهرة الجزر الحرارية الحضرية ونمط الهطولات المطرية المصاحب لها (رايدن 2010). قد تشهد مدنٌ أخرى كوارثًا بيئية، مثل الأعاصير، والعواصف، وتآكل الساحل، وارتفاع منسوب البحر، واضطراب اليابسة، وتغيّرات في التنوع الحيوي. يقتضي هذا السيناريو بأكمله حاجة ملحّة إلى التركيز على إصلاح النظام البيئي الحضري، ومنح المستوطنات البشرية مزيدًا من الاهتمام.

## التاريخ
توجد لمحة عن تاريخ التخطيط الحضري الأخضر في الولايات المتحدة ضمن كتاب «ما مدى اخضرار مدينتك؟» (2007، 06-07) لمؤلفه كارلينزغ وآخرون. بدأ ظهور المفهوم تدريجيًا في أواخر العقد الأول من القرن التاسع عشر، فبدأت بعض مدن الولايات المتحدة الكبرى استخدام أنظمة متطورة من مياه الشرب وأنظمة الصرف الصحي والأنظمة الصحية، ثمّ نُفّذت مشاريع المتنزهات العامة والأماكن المفتوحة في مدينة نيويورك. بعد انتهاء الحرب العالمية الثانية، قدّمت حكومة الولايات المتحدة إسكانًا ميسور التكلفة للمواطنين، عبر الاقتراض بشروط مريحة، بهدف تعزيز تعداد السكان في المدينة، وطرحت أيضًا نظامً فيدراليًا جديدًا بين الولايات. مهّدت هذه الإجراءات، بالإضافة إلى ارتفاع ملكية السيارات، الطريق أمام أسلوب حياة جديد، أُطلق عليه اسم «الضاحية». في المقابل، شهد قاطنو المدن الصناعية الأخرى، مثل شيكاغو وديترويت وسانت لويس وكليفلاند وفيلادلفيا، ازدياد عدد المرابع الخضراء في الضواحي في فترة الخمسينيات، لكن كافة الأشجار انقرضت بسبب عمرها أو التلوث، ولم تُستبدل بأخرى جديدة. كان كتاب «لوس أنجلوس: تاريخ عن المستقبل»، الصادر عام 1982 للناشط بول غلوفر، أول كتابٍ يصف إصلاح المدن المكثّف لتحقيق التوازن مع الطبيعة. ظهر مصطلح «النهضة الحضريّة» في عام 1990، بعد عقد من استخدامه على يد ريتشارد روجرز. لم تتأخر أوروبا في رعاية الاستدامة الحضرية، فتُعدّ وثيقة «الورقة الخضراء عن التنمية الحضرية» المنشورة في عام 1990 «حدثًا هامًا» في الترويج لمشاريع المدن المستدامة باعتبارها حلًا للغاية البيئية العالمية (بيتلي، 2000) ذكر ليمان (2010) أنّ المدن شاركت، منذ تلك الفترة، في منافسات على الصعيد العالمي ضمن ثلاث مجالات منفردة. الأول هو كونها مدنًا جذابة، ومبتكرة، وتمثّل مركزًا ثقافيًا لجذب العمال المهرة، فكانت ملبورن الأسترالية منافسًا قويًا بفضل فنونها ومتاحفها وجامعاتها. أما ثانيًا، فيجب عليها كسب الاعتراف العالمي بكونها مكانًا للاستثمارات الآمنة، ودائمًا ما تفوقت دبي وشنغهاي وسنغافورة في جذب رأس المال العالمي وتسهيل الاستثمار. ثالثًا، يجب أن تمتلك المدن رؤية خضراء رائدة بالاعتماد على التطور التقني، وتوفير أسلوب الحياة السليم بيئيًا، وتوفير الوظائف الخضراء. تُعد هانوفر وكوبنهاغن من المدن المتفوقة في هذا المجال.
ظهرت مصطلحات أخرى بعد قمة الأرض عام 1992 للحد من تأثير المدن بيئيًا، وتحقيق التنمية المستدامة، وتشمل مصطلحات مثل المدن المستدامة (بيتلي، 2000) واستدامة التخطيط الحضري (فار، 2008) والمدينة الخضراء (كارلينزيغ، 2007)، والمدن والضواحي والبلدات البيئية (ليمان، 2010). لهذا السبب، توفر المدن الخضراء والمستدامة فرصًا جوهريةً لتطبيق التقنيات الجديدة بهدف توفير معيشة أكثر أمانًا وراحةً. فتجلب وسائل النقل العامة، والتدفئة الحضرية، والأبنية الخضراء، والتصاميم الخضراء، تغييرات كبرى في أسلوب حياة الأفراد، مثل السير واستخدام الدراجات الهوائية وتقليل استهلاك الطاقة. يهدف البرنامج الأكبر لتلك المدن المذكورة سابقًا مواجهة الاحتباس الحراري العالمي وفقدان التنوع البيولوجي، والنهوض بتلك المدن «لمواجهة» كافة التحديات البيئية.
زُعم أن تركيز تلك النظريات يصبّ على تعديل العلاقة بين المدينة والطبيعة بصورة رئيسة، وابتكار مدنٍ جديدة بدلًا من إعادة تأهيل المدن الحالية. استخدم تيموثي بيتلي وشتيفن ليمان نظرية «التخطيط الحضري الأخضر» لسدّ تلك الفجوة، والسعي إلى تحويل المدن الحالية من مدنٍ مفككة إلى مدن أكثر تراصًا.

## مبادئ التخطيط الحضري الأخضر
يُعد شتيفن ليمان وتيموثي بيتلي وبيتر نيومان المخططين المعاصرين الرئيسيين الذين ساهموا في التخطيط الحضري الأخضر. لكلّ من المخططين السابقين مبادئه المعرّفة للتخطيط الحضري الأخضر، والمزايا التي يجب على المساحات الحضرية اكتسابها كي تصبح مساحاتٍ حضرية خضراء. تستند كافة تلك المبادئ إلى إدراك الدور الجوهري الذي يلعبه التحضر في انبعاثات غازات الدفيئة واستنزاف الموارد والتدهور البيئي. تتميز تلك المبادئ على الوصول إلى مستوى الصفر في استخدام الوقود الأحفوري، والنفايات، وانبعاثات الغازات، وتسعى إلى التخلّص من انبعاثات غازات الدفيئة، أو إيصالها إلى مستوى منخفض.